# Anthospermum welwitschii
Anthospermum welwitschii är en måreväxtart som beskrevs av William Philip Hiern. Anthospermum welwitschii ingår i släktet Anthospermum och familjen måreväxter. Inga underarter finns listade i Catalogue of Life.